# Tom Emmer
Tom Emmer właściwie Thomas Earl Emmer Jr. (ur. 3 marca 1961 w South Bend) – amerykański polityk, członek Partii Republikańskiej.

## Działalność polityczna
Od 2004 do 2010 zasiadał w Izbie Reprezentantów Minnesoty. Od 3 stycznia 2015 jest przedstawicielem 6. okręgu wyborczego w stanie Minnesota w Izbie Reprezentantów Stanów Zjednoczonych.